# Stenhammars Kohage
Stenhammars Kohage este o arie protejată (arie specială de conservare — SAC, sit de importanță comunitară — SCI) din Suedia întinsă pe o suprafață de 21 ha, integral pe uscat.

## Localizare
Centrul sitului Stenhammars Kohage este situat la coordonatele 59°02′54″N 16°32′27″E / 59.0483°N 16.5409°E.

## Înființare
Situl Stenhammars Kohage a fost declarat sit de importanță comunitară în iulie 2000 pentru a proteja un număr necunoscut de specii din flora spontană și fauna sălbatică aflate în arealul zonei. Situl a fost protejat și ca arie specială de conservare în martie 2011.

## Biodiversitate
Situată în ecoregiunea boreală, aria protejată conține 2 habitate naturale: Taiga vestică, Păduri de stejar sau de stejar și carpen sub-atlantice și medio-europene de Carpinion betuli.
La baza desemnării sitului se află un număr nedeclarat de specii protejate.